# Zodarion cyrenaicum
Zodarion cyrenaicum är en spindelart som beskrevs av Denis 1935. Zodarion cyrenaicum ingår i släktet Zodarion och familjen Zodariidae. Inga underarter finns listade i Catalogue of Life.